# RStudio
RStudio는 통계 컴퓨팅, 그래픽스를 위한 프로그래밍 언어인 R을 위한 자유-오픈 소스 통합 개발 환경(IDE)이다. RStudio는 프로그래밍 언어 콜드퓨전의 개발자 JJ Allaire에 의해 만들어졌다. Hadley Wickham은 RStudio의 수석 과학자이다.
RStudio는 2가지 에디션으로 사용할 수 있다: RStudio Desktop(프로그램이 일반 데스크톱 애플리케이션으로 실행됨), RStudio Server(원격 리눅스 서버에서 실행되는 동안 웹 브라우저를 사용하여 RStudio에 접근을 허용). 미리 패키지된 RStudio Desktop 배포판들은 윈도우, macOS, 리눅스용으로 이용할 수 있다.

## 같이 보기
- R (프로그래밍 언어)